# Maria Rita
Maria Rita Camargo Mariano (São Paulo, 9 de septiembre de 1977), conocida simplemente como Maria Rita, es una cantante brasileña, hija de Elis Regina y del compositor César Camargo Mariano. Es hermana del cantante, músico y compositor Pedro Mariano y del bajista, compositor y productor Marcelo Mariano.

## Biografía
Su madre murió cuando Maria Rita tenía cuatro años. Vivió durante ocho años con su padre en Estados Unidos y regresó a Brasil ya con 24 años cumplidos. Fue invitada por Milton Nascimento a grabar la canción "Tristesse", en lo que fue el inicio de su carrera musical profesional.
Ella misma considera inevitable que en sus primeros pasos en la música compararan su voz con la de su madre, tan famosa en Brasil como en el ambiente de la música latinoamericana en general. "A todos los niños los comparan con los padres. A mí me pasaba cada vez que atendía el teléfono", aseguró Maria Rita al resaltar el parecido con el timbre de voz de Elis.
Luego de realizar sus primeros shows en pequeñas salas de jazz, Maria Rita lanzó el 9 de septiembre de 2003 (el día que cumplió 26 años) su disco debut, Maria Rita, que en la primera semana vendió más de cien mil copias en Brasil. El álbum fue lanzado en más de treinta países y vendió más de un millón de copias. El mismo año se editó el DVD que llevó el mismo nombre, grabado en vivo en la sala Bourbon Street, de São Paulo, con once temas de su disco debut y una versión de "Tristesse", esta vez sin Milton Nascimento.
El 2 de julio de 2004 tuvo en el hospital São Luiz, de São Paulo, su primer hijo, Antonio, fruto de su relación con el cineasta Marcos Baldini. Luego de ganar ese mismo año dos premios premios Grammy Latino, el 16 de septiembre de 2005 publicó el disco Segundo y al mismo tiempo lanzó el DVD Segundo ao vivo, grabado en las salas de Río de Janeiro Claro Hall y Toca do Bandido.
En 2007 lanzó su tercer álbum, Samba meu, con canciones directamente volcadas al samba en su mayoría escritas por jóvenes compositores brasileños. "Me metí mucho más en el mundo del samba; conocí personas, otros cantantes y otros compositores, y fue todo un período de mucha creatividad que me inspiró mucho", dijo tras ser invitada a cantar con la escuela de samba Mangueira. En junio de 2008 tocó en la sala Vivo Rio, en Río de Janeiro, show que fue editado como DVD también bajo el nombre Samba meu aunque contiene temas de toda su carrera.

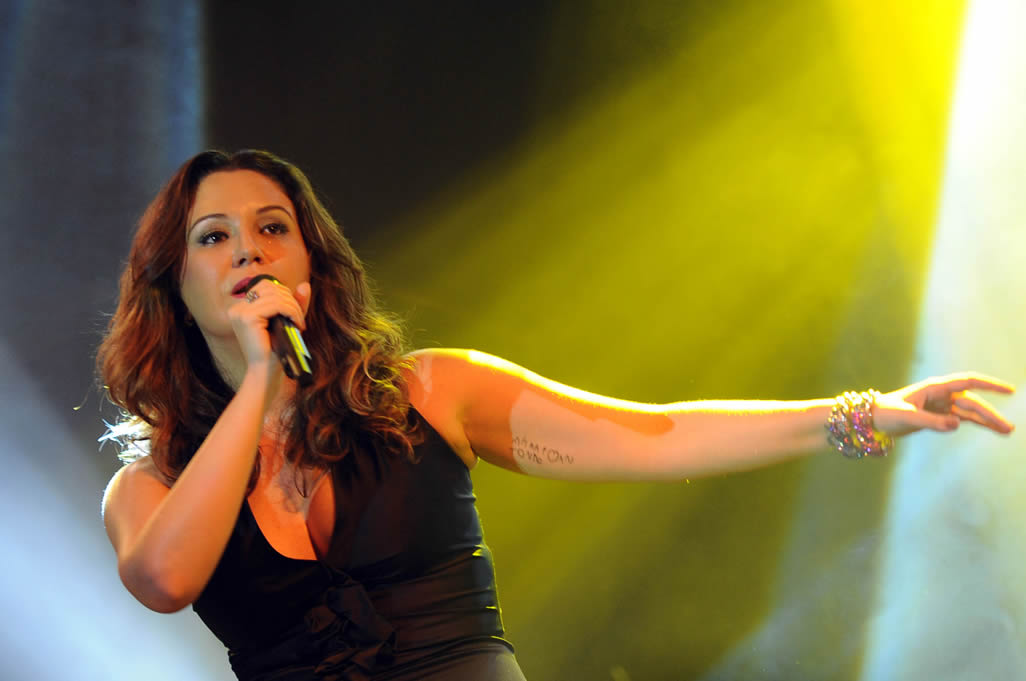
Maria Rita en 2011.

Para su cuarto disco, Elo, de 2011, Maria Rita eligió una combinación de samba, bossa nova y MPB con toques de jazz. El álbum fue grabado en un descanso de una serie de conciertos que ofreció en Brasil con un trío de piano (Tiago Costa), bajo (Sylvinho Mazzucca) y batería (Cuca Teixeira), e incluyó composiciones de Caetano Veloso, Rita Lee, Chico Buarque y Djavan.
El 6 de noviembre de 2012, poco más de un mes antes del nacimiento de su hija Alice, Maria Rita editó el disco en vivo Redescobrir. Grabado en Credicard Hall, en la capital paulista, la cantante eligió un repertorio de temas que se hicieron famosos en la voz de su madre, Elis Regina, a treinta años de su fallecimiento. Son 28 canciones que habían sido parte del show "Viva Elis" que ofreció gratuitamente en São Paulo, Río de Janeiro, Belo Horizonte, Recife y Porto Alegre. También se editó en DVD.
Nuevamente centrada en el samba, en abril de 2014 lanzó Coração a batucar, que ya estaba disponible antes en las plataformas de streaming iTunes y Spotify. Fue producido por Maria Rita, quien también se encargó de la dirección musical del disco y los conciertos posteriores. Al año siguiente se editó una edición especial del CD, acompañado por el DVD grabado en vivo en el estudio paulista Na Cena, en octubre de 2014.
O Samba em Mim — Ao vivo na Lapa tuvo doble lanzamiento en 2016 en formatos CD y DVD. Grabado en la sala Fundição Progresso, del barrio carioca de Lapa, el show fue el cierre de la gira de Coração a batucar.
En 2018 se editó Amor é música, su sexto disco de estudio. Producido por Maria Rita y Pretinho da Serrinha, la cantante vuelve a volcarse al samba, con mayoría de canciones inéditas de compositores de distintas generaciones (hay cinco temas escritos por el padre de su hija Alice, Davi Moraes) bajo los arreglos de Wilson Prateado.

### Premios

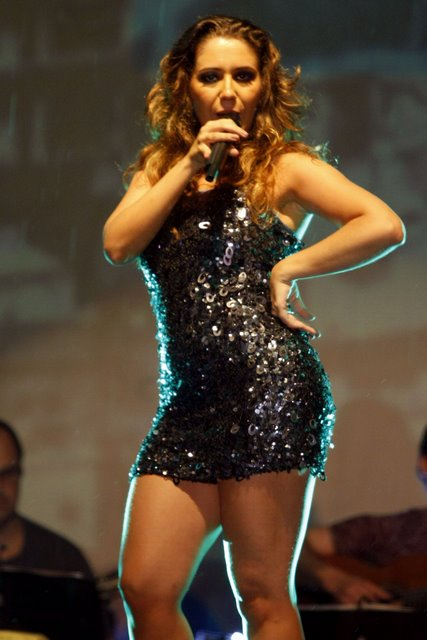
Maria Rita en 2009

Maria Rita ganó el premio APCA (Associação Paulista de Críticos de Arte) en 2002 como "Revelación del año", antes de editar su disco debut.
Luego llegarían varios Grammy Latinos:
- en 2004 como "Mejor Nuevo Artista" y "Mejor Álbum Música Popular Brasileña" por el disco Maria Rita (también ganó "A festa" como "Mejor Canción Brasileña en Idioma Portugués", interpretada por ella y compuesta por Milton Nascimento);
- en 2006 como "Mejor Álbum Música Popular Brasileña" por el disco Segundo (también ganó como "Mejor Canción Brasileña" el tema "Caminho das águas", de Rodrigo Maranhão e interpretado por ella);
- en 2011 como "Canción Del Año" y "Grabación Del Año" por su colaboración con Calle 13 en la canción "Latinoamérica", también junto a Totó la Momposina, Susana Baca y Gustavo Santaolalla;
- en 2013 como "Mejor Álbum Música Popular Brasileña" por el disco Redescobrir;
- en 2014 como "Mejor Álbum de Samba/Pagode" por el disco Coração a batucar y
- en 2018 como "Mejor Álbum de Samba/Pagode" por el disco Amor E Música.

Con su disco debut también ganó en 2004 los premios Faz a Diferença (del diario O Globo), "Mejor Cantante" de los premios Multishow, y "Revelación" y "Elección del Público" de los premios TIM. En 2008 ganó como "Mejor CD" con el disco Samba meu en los premios Multishow.

## Discografía

### Álbumes de estudio
| Año  | Datos del álbum                            | Lista de canciones |
| ---- | ------------------------------------------ | --- |
| 2003 | Maria Rita - Sello: Warner Music           | 1. "A festa" (Milton Nascimento) 2. "Agora só falta você" (Rita Lee / Luiz Sérgio) 3. "Meniniha do portão" (Nonato Buzar / Paulinho Tapajós) 4. "Não vale a pena" (Jean Garfunkel / Paulo Garfunkel) 5. "Dos gardenias" (Isolina Carillo) 6. "Cara valente" (Marcelo Camelo) 7. "Santa chuva" (Marcelo Camelo) 8. "Menina da lua" (Renato Motha) 9. "Encontros e despedidas" (Milton Nascimento / Fernando Brant) 10. "Pagu" (Rita Lee / Zélia Duncan) 11. "Lavadeira do rio" (Lenine / Bráulio Tavares) 12. "Veja meu bem" (Marcelo Camelo) 13. "Cupido" (Cláudio Lins) — bonus track online: "Vero" — bonus track online: "Estrela, Estrela" |
| 2005 | Segundo - Sello: Warner Music              | 1. "Caminho das águas" (Rodrigo Maranhão) 2. "Recado" (Rodrigo Maranhão) 3. "Casa pré-fabricada" (Marcelo Camelo) 4. "Mal intento" (Jorge Drexler) 5. "Ciranda do mundo" (Eduardo Krieger) 6. "Minha alma (a paz que não te quero)" (O Rappa / Marcelo Yuka) 7. "Sobre todas as coisas" (Edu Lobo / Chico Buarque) 8. "Sem aviso" (Francisco Bosco / Fred Martins) 9. "Muito pouco" (Moska) 10. "Feliz" (Dudu Falcão) 11. "Despedida" (Marcelo Camelo) — bonus track: "Conta outra" (Edu Tedeschi) |
| 2007 | Samba meu - Sello: Warner Music            | 1. "Samba me" (Rodrigo Bittencourt) 2. "O homem falou" (Gonzaguinha) 3. "Maltratar não é direito" (Arlindo Cruz / Franco) 4. "Num corpo só" (Arlindo Cruz / Picolé) 5. "Cria" (Serginho Meriti / Cesar Bellieny) 6. "Tá perdoado" (Franco / Arlindo Cruz) 7. "Pra declarar minha saudade" (Jr. Dom / Arlindo Cruz) 8. "O que é o amor" (Arlindo Cruz / Maurição / Fred Camacho) 9. "Trajetória" (Arlindo Cruz / Serginho Meriti / Franco) 10. "Mente ao meu coração" (F. Malfitano) 11. "Nobo amor" (Edu Krieger) 12. "Maria do socorro" (Edu Krieger) 13. "Corpitcho" (Picolé / Ronaldo Barcellos) 14. "Casa de noca" (Serginho Meriti / Nei Jota Carlos / Elson do Pagode) |
| 2011 | Elo - Sello: Warner Music                  | 1. "Conceição dos coqueiros" (Lula Queiroga / Alexandre Bicudo / Lulu Oliveira) 2. "Santana" (Junio Barreto / João Araújo) 3. "Perfeitamente" (Fred Martins / Francisco Bosco) 4. "Coração a batucar" (Davi Moraes / Alvinho Lancellotti) 5. "Menino do Rio" (Caetano Veloso) 6. "Pra matar meu coração" (Daniel Jobim / Pedro Baby) 7. "A historia de Lilly Braun" (Edu Lobo / Chico Buarque) 8. "Nem um dia" (Djavan) 9. "A outra" (Marcelo Camelo) 10. "Só de você" (Rita Lee / Roberto de Carvalho) 11. "Coração em desalinho" (Monarco / Ratinho) |
| 2014 | Coração a batucar - Sello: Universal Music | 1. "Meu samba, sim senhor" (Fred Camacho / Marcelinho Moreira / Leandro Fab) 2. "Saco cheio" (Almir Guineto) 3. "Fogo no paiol" (Rodrigo Maranhão) 4. "No meio do dasão" (Magnu Sousá / Maurílio de Oliveira / Everson Souza) 5. "Abismo" (Thiago Silva / Lele / Davi) 6. "Vai, meu samba" (Noca da Portela / Sergio Fonseca) 7. "Abre o peito e chora" (Serginho Meriti / Rodrigo Leite/ Caíque) 8. "Bola pra frente" (Xande de Pilares / Bernini) 9. "Nunca se diz nunca" (Xande de Pilares / Leandro Fab / Charlles André) 10. "Rumo ao infinito" (Arlindo Cruz / Marcelinho Moreira / Fred Camacho) 11. "Mainha me ensinou" (Arlindo Cruz / Xande de Pilares) 12. "No mistério do samba" (Joyce Moreno) 13. "É corpo, é alma, é religião" (Arlindo Cruz / Rogê / Arlindo Neto) |
| 2018 | Amor é música - Sello: Universal Music     | 1. "Chama de saudade" (Davi Moraes / Fred Camacho / Marcelinho Moreira) 2. "Nos passos da emoção" (Davi Moraes / Moraes Moreira / Fred Camacho / Marcelinho Moreira 3. "Saudade louca" (Arlindo Cruz / Acyr Marques / Franco) 4. "Cara e coragem" (Davi Moraes / Arlindo Cruz) 5. "Amor e música" (Luizão Paiva / Moraes Moreira) 6. "Cadê obá" (Carlinhos Brown / Davi Moraes) 7. "Reza" (Pretinho da Serrinha) 8. "Nem por um Segundo" (Zeca Pagodinho / Fred Camacho) 9. "Pra Maria" (Marcelo Camelo) 10. "Samba e Swing" (Batatinha) 11. "Perfeita Sintonia" (Fred Camacho / Marcelinho Moreira / Leandro Fab) 12. "Cutuca" (Davi Moraes / Fred Camacho / Marcelinho Moreira) 13. "Amor e Música" versión bolero (Luizão Paiva / Moraes Moreira)                               |

### Álbumes en vivo
| Año  | Datos del álbum                                           | Lista de canciones |
| ---- | --------------------------------------------------------- | --- |
| 2012 | Redescobrir - Sello: Universal Music                      | 1. "Imagem" (Luiz Eça / Aloysio de Oliveira) 2. "Arrastão" (Edu Lobo / Vinicius de Moraes) 3. "Como nossos pais" (Belchior) 4. "Vida de bailarina" (Américo Seixas / Dorival Silva) 5. "Bolero de satã" (Guinga / Paulo César Pinheiro) 6. "Águas de março" (Antonio Carlos Jobim) 7. "Saudosa maloca" (Adoniran Barbosa) 8. "Agora tá" (Tunai / Sergio Natureza) 9. "Ladeira da preguiça" (Gilberto Gil) 10. "Vou deitar e rolar (Quaquaraquaquá)" (Baden Powell / Paulo César Pinheiro) 11. "Querelas do Brasil" (Maurício Tapajós / Aldir Blanc) 12. "O bêbado e a equilibrista" (João Bosco / Aldir Blanc) 13. "Menino" (Milton Nascimento / Ronaldo Bastos) 14. "Onze fitas" (Fatima Guedes) 15. "Me deixas louca" ("Me vuelves loco") (Armando Manzanero / Paulo Coelho) 16. "Tatuagem" (Chico Buarque / Ruy Guerra) 17. "Essa Mulher" (Joyce / Ana Terra) 18. "Se eu quiser falar com deus" (Gilberto Gil) 19. "Zazueira" (Jorge Ben Jor) 20. "Alô, alô, marciano" (Rita Lee / Roberto de Carvalho) 21. "Aprendendo a jogar" (Guilherme Arantes) 22. "Doce de pimenta" (Rita Lee / Roberto de Carvalho) 23. "Morro velho" (Milton Nascimento) 24. "O que foi feito devera (de vera)" / "Maria, Maria" (Milton Nascimento / Fernando Brant) 25. "Fascinação" ("Fascination") (F. D. Marchetti / M. de Feraudy / Armando Louzada) 26. "Romaria" (Renato Teixeira) 27. "Madalena" (Ivan Lins / Ronaldo Monteiro de Souza) 28. "Redescobrir" (Luiz Gonzaga Jr.) |
| 2016 | O Samba em Mim — Ao vivo na Lapa - Sello: Universal Music | 1. "É corpo, é alma, é religião" (Arlindo Cruz / Rogê / Arlindo Neto) 2. "Cara valente" (Marcelo Camelo) 3. "Maltratar não é direito" (Arlindo Cruz / Franco) 4. "Bola pra frente" (Xande de Pilares / Bernini) 5. "Fogo no paiol" (Rodrigo Maranhão) 6. "Saco cheio" (Marquinhos / Dona Fia) 7. "E vamos à luta" (Gonzaguinha) 8. "Coração a batucar" (Alvinho Lancellotti / Davi Moraes) 9. "Coração em desalinho" (Ratinho / Monarco) 10. "Meu samba, sim, senhor" (Fred Camacho / Leandro Fab / Marcelinho Moreira) 11. "Tá perdoado (Arlindo Cruz / Franco) 12. "Do fundo do nosso quintal" (Jorge Aragão / Alberto Souza) 13. "O homem falou" (Gonzaguinha) |

### DVD
| Año  | Nombre del DVD                      | Lista de canciones | Datos del DVD                                                                                          |
| ---- | ----------------------------------- | --- | --- |
| 2003 | Maria Rita                          | 1. "Pagu" 2. "Não Vale A Pena" 3. "Lavadeira Do Rio" 4. "Agora Só Falta Você" 5. "Encontros E Despedidas" 6. "Menina Da Lua" 7. "Cara Valente" 8. "Veja Bem Meu Bem" 9. "Menininha Do Portão" 10. "Cupido" 11. "A Festa" 12. "Tristesse" | Grabado en vivo en Bourbon Street, São Paulo.                                                          |
| 2006 | Segundo ao vivo                     | 1. "Muito Pouco" 2. "Conta Outra" 3. "Mal Intento" 4. "Pagú" 5. "Encontros e Despedidas" 6. "Menininha do Portão" 7. "Não Vale a Pena" 8. "Caminho das Águas" 9. "Recado" 10. "Sem Aviso" 11. "Casa Pré-fabricada" 12. "Todo Carnaval Tem seu Fim" 13. "Minha Alma" 14. "Sobre Todas as Coisas" 15. "O que Sobrou do Céu" 16. "Lavadeira do Rio" 17. "Despedida" 18. "Recado" / "Cara Valente" 19. "A Festa" 20. "Muito Pouco" (*) 21. "Mal Intento" (*) 22. "Recado" (*) 23. "Caminho das Águas" (*) 24. "Minha Alma" (*) 25. "Ciranda do Mundo" (*) 26. "Feliz" (*) 27. "Casa Pré-fabricada" (*) 28. "Conta Outra" (*)                             | Grabado en vivo en Claro Hall, Río de Janeiro. (*) Grabado en vivo en Toca do Bandido, Río de Janeiro. |
| 2008 | Samba meu DVD                       | 1. "Samba Meu" / "O Homem Falou" 2. "Tá Perdoado" 3. "Maria do Socorro" 4. "Novo Amor" 5. "Trajetória" 6. "O que é o Amor" 7. "Cria" 8. "Recado" 9. "Muito Pouco" 10. "Pagu" 11. "Encontros e Despedidas" 12. "Caminho das Águas" 13. "A Festa" 14. "Cara Valente" 15. "Corpitcho" 16. "Casa de Noca" 17. "Num Corpo Só" 18. "Maltratar, Não é Direito" 19. "Conta Outra" | Grabado en vivo en Vivo Rio, Río de Janeiro.                                                           |
| 2012 | Redescobrir                         | 1. "Imagem" 2. "Arrastão" 3. "Como nossos pais" 4. "Vida de bailarina" 5. "Bolero de satã" 6. "Águas de março" 7. "Saudosa maloca" 8. "Agora tá" 9. "Ladeira da preguiça" 10. "Vou deitar e rolar (Quaquaraquaquá)" 11. "Querelas do Brasil" 12. "O bêbado e a equilibrista" 13. "Menino" 14. "Onze fitas" 15. "Me deixas louca" 16. "Tatuagem" 17. "Essa Mulher" 18. "Se eu quiser falar com deus" 19. "Zazueira" 20. "Alô, alô, marciano" 21. "Aprendendo a jogar" 22. "Doce de pimenta" 23. "Morro velho" 24. "O que foi feito devera (de vera)" / "Maria, Maria" 25. "Fascinação" ("Fascination") 26. "Romaria" 27. "Madalena" 28. "Redescobrir" | Grabado en vivo en Credicard Hall, São Paulo.                                                          |
| 2015 | Coração a batucar — edição especial | 1. "Meu Samba Sim Senhor" 2. "Rumo Ao Infinito" 3. "Abismo" 4. "Coração a batucar" 5. "Mainha Me Ensinou" 6. "Fogo No Paiol" 7. "Saco Cheio" 8. "Bola Pra Frente" 9. "É Corpo, É Alma, É Religião" — Videoclip: "Bola Pra Frente" — Making of: "Meu Samba Sim Senhor" / "Fogo No Paiol" / "Saco Cheio" / "Rumo Ao Infinito" / "Bola Pra Frente" / "Coração a batucar" / "Mainha Me Ensinou" | Gravado en vivo en el estudio Na Cena, São Paulo, en octubre de 2014.                                  |
| 2016 | O samba em mim — ao vivo na Lapa    | 1. "É Corpo, é Alma, é Religião" 2. "Cara Valente" 3. "Maltratar não é direito" 4. "Rumo ao Infinito" 5. "O Que é o Amor?" 6. "Abismo" 7. "Fogo no Paiol" 8. "Bola pra Frente" 9. "Saco Cheio" 10. "E vamos à Luta" 11. "Maria do Socorro" 12. "Coração a Batucar" 13. "Mainha me Ensinou" 14. "Cria" 15. "Num Corpo Só" 16. "Coração em Desalinho" 17. "Meu samba, sim, senhor" 18. "Tá Perdoado" 19. "Do Fundo do nosso Quintal" 20. "O Homem Falou" | Grabado en vivo en Fundição Progresso, Río de Janeiro.                                                 |